# Лі Таданарі
Лі Таданарі (яп. 李 忠成, нар. 19 грудня 1985, Токіо) — японський футболіст. Виступав, зокрема, за клуби «Касіва Рейсол», «Санфрече Хіросіма», «Токіо», англійський клуб «Саутгемптон» та національну збірну Японії.

## Клубна кар'єра
Розпочав футбольну кар'єру в клубі «Токіо» у 2004 році, але не зумів пробитися в основний склад команди та перейшов у клуб «Касіва Рейсол», у якому провів чотири роки кар'єри гравця. У 2009 році перейшов до клубу «Санфречче Хіросіма», у якому провів два роки кар'єри. На початку 2012 року отримав запрошення від англійського клубу «Саутгемптон». Але, зігравши за два роки перебування в Англії лише 7 матчів у основному складі, на засадах оренди повернувся в Японію в столичний клуб «Токіо». У 2014 році підписав повноцінний контракт із клубом «Урава Ред Даймондс».

## Виступи за збірну
2011 року дебютував в офіційних матчах у складі національної збірної Японії. За час кар'єри у головний команді країни, яка тривала усього два роки, провів у формі головної команди країни 11 матчів. У складі збірної був учасником Кубка Азії з футболу 2011 року, де разом із командою став переможцем турніру, та Олімпійських ігор 2008 року.

## Статистика виступів
| Збірна Японії | Збірна Японії | Збірна Японії |
| Роки          | Ігри          | голи          |
| ------------- | ------------- | ------------- |
| 2011          | 10            | 2             |
| 2012          | 1             | 0             |
| Усього        | 11            | 2             |

## Титули і досягнення
- Клубні: 
  - Володар Кубка Джей-ліги: 2016
  - Володар Кубка банку Суруга: 2017
  - Клубний чемпіон Азії:  2017
  - Володар Кубка Імператора: 2018
  - Чемпіон Японії: 2019
  - Чемпіон Сінгапуру: 2022
  - Володар Суперкубка Сінгапуру: 2023
- У складі збірної: 
  - Чемпіон Азії: 2011